# Мошчанци
Мошчанци (словен. Moščanci, мађ. Musznya) су насељено место у општини Пуцонци, Помурска регија, Словенија.

## Историја
До територијалне реорганизације у Словенији били су у саставу старе општине Мурска Собота.

## Становништво
У попису становништва из 2011. године, Мошчанци су имали 273 становника.
| Број становника према пописима | Број становника према пописима | Број становника према пописима |
| ------------------------------ | ------------------------------ | ------------------------------ |
| 1991                           | 2002                           | 2011                           |
| 289                            | 275                            | 273                            |

## Галерија
- Прекомурски пејзаж
- фолклорни ансамбл у народним ношњама